# الكسندرا جورجيفنا دوقة روسيا
     لشخصية أخرى تحمل اسم الكسندرا من اليونان، طالع الكسندرا من اليونان (توضيح).

الكسندرا جورجيفنا دوقة روسيا (30 أغسطس 1870 - 24 سبتمبر 1891) كانت البنت البكر لجورج الأول ملك اليونان وأولغا كونستانتينوفنا دوقة روسيا توفيت في 24 سبتمبر 1891 عن عمر يناهز 21 سنة.

## وفاتها
توفيت في 24 سبتمبر 1891 عن عمر يناهز 21 سنة.